# Hermes Arzneimittel
Hermes Arzneimittel ist ein mittelständisches, familiengeführtes Pharmaunternehmen mit Standorten in Deutschland und Österreich. Es bietet Produkte für die Selbstmedikation an und ist darüber hinaus als Hersteller auf Arzneibrausen und andere schnelllösliche feste Formen spezialisiert.

## Geschichte
Hermes wurde 1907 von Franz Gradinger in München gegründet. 1934 übergab er die Firmenleitung an seinen Schwiegersohn Albert Burges. Das Unternehmen befindet sich weiterhin im Besitz der Familie Burges. Nach dem Zweiten Weltkrieg wurde das Montgelas-Schlösschen in Großhesselohe zum Firmensitz, was es auch weiterhin ist.  
Zunächst Anbieter von Kräutertees, wurde das Sortiment bis in die 1950er Jahre auf Basis pflanzlicher Arzneimittel erweitert. In den 1960er Jahren lizenzierte Hermes Arzneimittel ein spezielles Herstellungsverfahren für Brausetabletten. Heute sind am Hauptsitz Großhesselohe und den Standorten Wolfratshausen, Wolfsberg und Wien über 600 Mitarbeiter tätig. Auch die Bad Heilbrunner Tees gehören zu Hermes, sesshaft in Bad Heilbrunn.

## Unternehmensbereiche
Das Unternehmen gliedert sich in zwei Geschäftsbereiche:
- Der Geschäftsbereich OTC entwickelt und vermarktet Marken-Arzneimittel, diätetische Lebensmittel, Nahrungsergänzungsmittel und dermopharmazeutische Präparate, die ausschließlich über Apotheken vertrieben werden.
- Der Geschäftsbereich Pharma[4] entwickelt und produziert Brausetabletten, Brausegranulate und andere feste, lösliche Darreichungsformen wie zum Beispiel Kautabletten, Direktgranulate oder medizinische Kaugummis vor allem im Auftrag anderer Pharmaunternehmen und für den Geschäftsbereich OTC. Es werden etwa 450 verschiedene Produkte in über 750 verschiedenen Packungsaufmachungen angeboten.

### Tochtergesellschaft
Zum Beteiligungs- und Konsolidierungskreis von Hermes gehört auch Deutschlands größter Anbieter von Arzneimitteltees, die Bad Heilbrunner Naturheilmittel GmbH & Co. KG mit Sitz in Bad Heilbrunn. Ihre Teespezialitäten und  Nahrungsergänzungsmittel werden in Deutschland, der Tschechischen Republik sowie in der Slowakei vertrieben.
Im Rahmen des bundesweiten, branchenübergreifenden Unternehmensvergleichs „Top 100“ hat das Unternehmen 2009 einen Platz unter den 100 innovativsten Unternehmen im deutschen Mittelstand erreicht. Anerkannt wurden damit die Leistungen in den Bereichen „Innovationsförderndes Top-Management“, „Innovationsklima“, „Innovative Prozesse und Organisation“, „Innovationsmarketing“ sowie „Innovationserfolg“.